# Кноппер, Клаус
Клаус Кноппер (нем. Klaus Knopper, род. 1968, Ингельхайм-на-Рейне, Германия) — австрийско-немецкий инженер-электрик; разработчик свободного программного обеспечения, создатель популярного дистрибутива Knoppix (известного как Live CD дистрибутив, операционная система была основана на дистрибутиве Debian).

## Биография
Получил диплом по электротехнике в Кайзерслаутернском техническом университете, является одним из соучредителей LinuxTag в 1996 году (крупнейшая выставка свободного программного обеспечения подобного рода для Expo Linux), с 1998 года был также консультантом по информационным технологиям. Преподавал в Кайзерслаутернском Университете Прикладных Исследований.
Жена — Адриан Кноппер, инвалид по зрению; оказывает помощь мужу в разработке версии операционной системы Knoppix для слепых или слабовидящих людей. Первый подобный дистрибутив был выпущен в третьем квартале 2007 года как Live CD и получил название Adriane Knoppix.

В настоящее время Knoppix в основном используется на USB Flashdisk и в версии DVD ISO, которая является основным дистрибутивом, хотя Live CD по-прежнему существует в виде некой базы или старта для основания других live-дистрибутивов. Примечания
1. ↑  К. Кноппер родился и живёт в Германии, но имеет австрийское гражданство.